# Statistisches Amt für Hamburg und Schleswig-Holstein

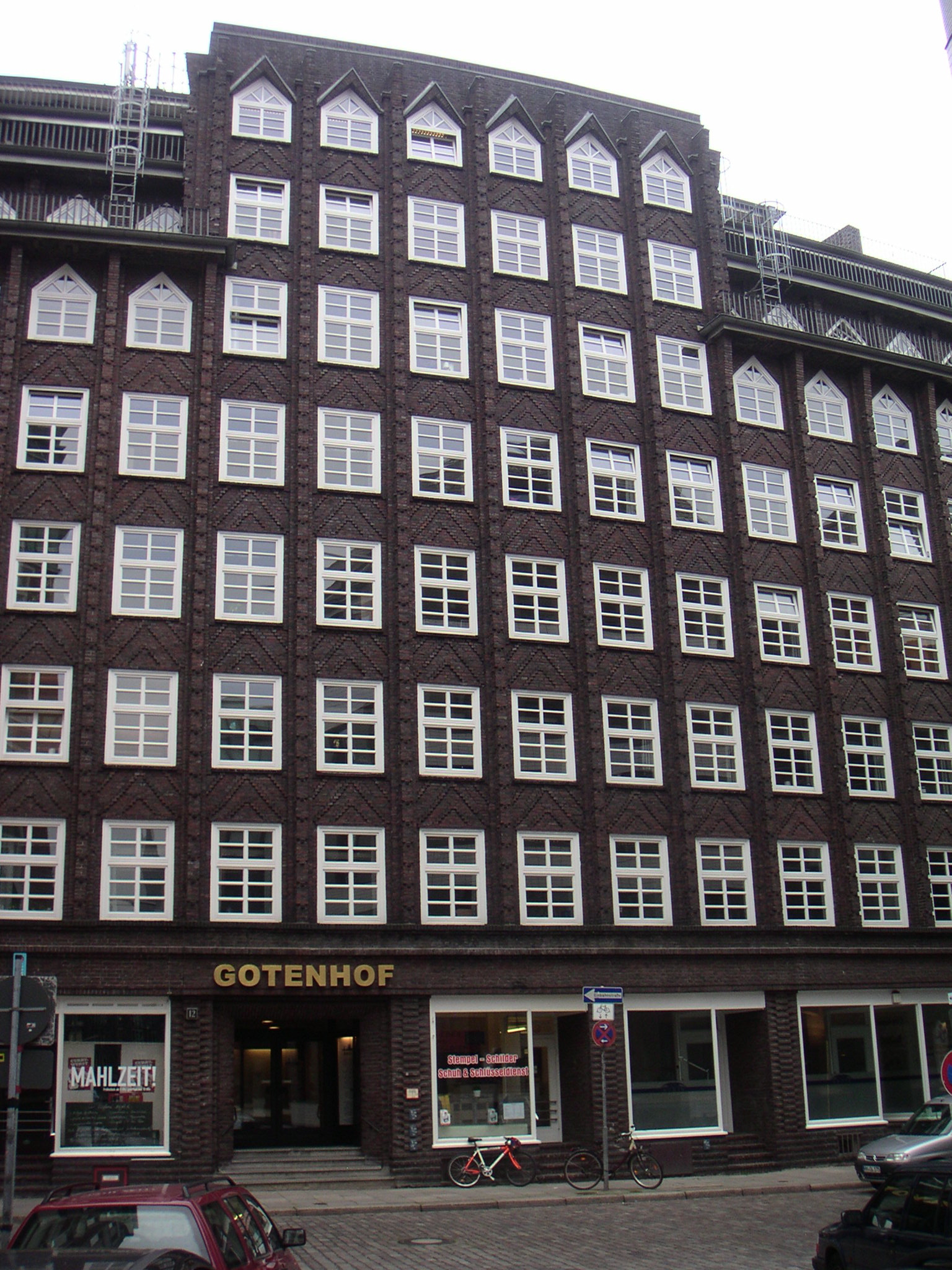
Hauptsitz Gotenhof in Hamburg

Das Statistische Amt für Hamburg und Schleswig-Holstein (kurz: Statistikamt Nord) ist eine Anstalt des öffentlichen Rechts mit Sitz in der Freien und Hansestadt Hamburg und der zentrale Statistik- und Informationsdienstleister beider Länder mit Standorten in Hamburg und Kiel. Es entstand 2004 aus der Fusion der vormaligen Statistischen Landesämter. Das Amt erbringt Serviceleistungen im Bereich Information und Analyse für die Trägerländer und die Öffentlichkeit. Kerngeschäft des Statistikamtes Nord ist die Durchführung der amtlichen Statistiken für Hamburg und Schleswig-Holstein.

## Geschichte
Die Hamburger Vorgängereinrichtung wurde 1866 als Bureau für Steuerstatistik gegründet und 1872 zum Statistischen Bureau der Steuerdeputation umgewandelt. Nach der Zusammenlegung mit dem Bureau der Zentralwahlkommission 1906 wurde die Behörde dem neuen Aufgabenkreis entsprechend 1920 in Statistisches Landesamt umbenannt.
Erster Dienstsitz war ein städtisches Verwaltungsgebäude an der Bleichenbrücke (1866–76), später war die Behörde u. a. im ehemaligen Hospital zum Heiligen Geist am Rödingsmarkt (1884–1904), im Gebäude der späteren Oberfinanzdirektion am gleichen Ort (1910–17) sowie im ehemaligen Johanniskloster am Klosterwall (1917–1931) untergebracht. Seit 1931 befindet sich die Behörde im Gotenhof (Adresse: Steckelhörn 12), einem denkmalgeschützten Kontorhaus im Stil des Backsteinexpressionismus aus dem Jahr 1930.

## Organisation und Personal

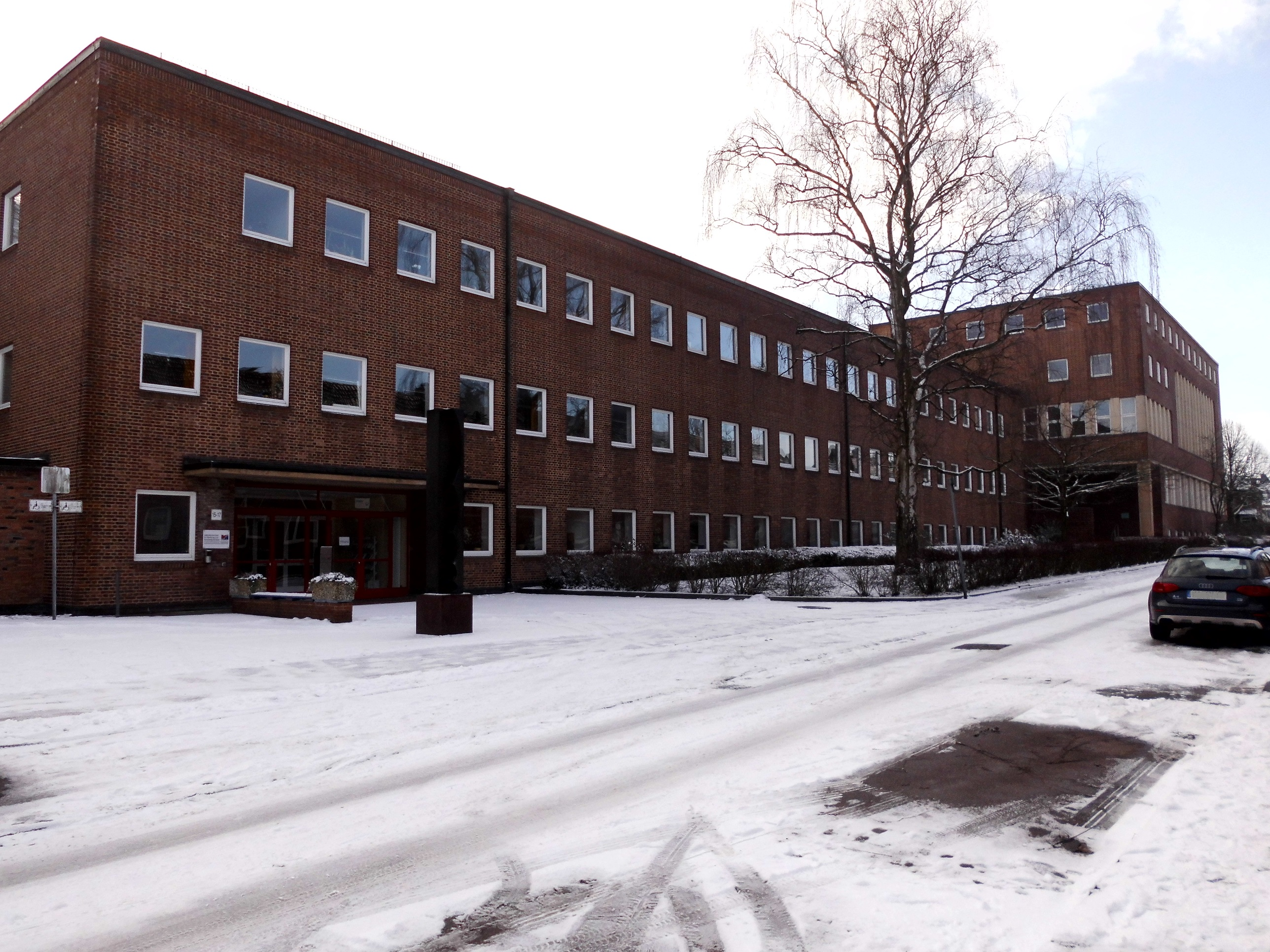
Standort Kiel

Das Statistikamt Nord ist aus der Zusammenführung der ehemaligen Statistischen Landesämter hervorgegangen und wurde zum 1. Januar 2004 als Anstalt des öffentlichen Rechts errichtet. Es hat seinen Sitz in Hamburg und unterhält Standorte in Kiel und Hamburg. Im Statistikamt Nord waren 2022 401 Mitarbeiter beschäftigt.
Ein fünfköpfiger Verwaltungsrat mit Vertretern der Innen- und Finanzressorts beider Trägerländer sowie einer Beschäftigtenvertretung steuert und entscheidet in grundsätzlichen Angelegenheiten.
Der Vorstand Meike Johannsen leitet das Amt und führt die Geschäfte.
Das Amt gliedert sich in drei Abteilungen:
- Gesellschaft und Staat
- Wirtschaft und Umwelt
- Zentraler Service

## Sonstiges
→ Siehe auch: Gregor von Bismarck#Steueraffäre
Recherchen von FragDenStaat und ZDF Magazin Royale problematisierten im Oktober 2024 dem Amt nicht vorliegende Daten zur erhobenen Gewerbesteuer im gemeindefreien Gebiet Sachsenwald.